# Tittel Pál
Tittel Pál (Pásztó, 1784. június 28. – Buda, 1831. augusztus 26.) római katolikus pap, az Egri Egyházmegye áldozópapja, a Budai Csillagvizsgáló igazgatója, magyar királyi egyetemi csillagász és tanár, az MTA rendes tagja.

## Élete
Tittel Péter Pál 1784. június 28-án Pásztón született (az anyakönyvi bejegyzés szerint 28-án, Tittel 1830-ban kelt latin nyelvű önéletrajza szerint viszont 29-én), Tittel János kádármester és Krón Margit gyermekeként. Iskoláit Pásztón, Gyöngyösön, majd Kecskeméten végezte. Az 1800/1801-es évben belépett az egri kispapok közé. Filozófiai és teológiai tanulmányait az 1805/1806-os tanévben fejezte be. Utolsó tanéve második félévében az Érseki Hivatalban kinevezték könyvtárossá.
Ezt követően kinevezték az Egri Líceum matematikatanárává és egyidejűleg a szeminárium mindkét évfolyamának prefektusává jelölték ki. 1807. január 4-én áldozópappá szentelték. A fiatal pap bekapcsolódott a társasági életbe: Sztáray Mihályné gróf Esterházy Eleonóra (1758-1820) egri szalonjában ismerte meg későbbi pártfogóját, báró Fischer István egri érseket is. Az érsek 1809-ben őt nevezte szemelte ki az Egri Líceumban működő Érseki Csillagvizsgáló vezetőjévé. Fischer érsek 1810 szeptemberétől tíz hónapos tanulmányútra küldte Tittelt Bécsbe, hogy az ottani obszervatóriumban csillagászatot tanuljon. Ottani tanítómesterei Franz Paula Triesnecker és Tobias Bürg voltak. Naptárszámítási munkák végzése mellett csillagászati könyvek tanulmányozásával fejlesztette tudását. Ott ismerte meg Carl Friedrich Gauss korszakalkotó munkáját az égitestek mozgásáról (Theoria motus corporum coelestium, 1808).
Ez is közrejátszott abban, hogy Tittel 1814. június 16-án írott levelében azt kérte Gausstól, hogy fogadja tanítványává. Gauss kedvező válasza után Fischer érsek is jóváhagyta az előzőnél hosszabb és költségesebb tanulmányutat, annak ellenére, hogy ezúttal a katolikus pap Tittelnek protestáns környezetben kellett hosszú időt eltöltenie. (Emberemlékezet óta ő volt az egyetlen katolikus pap, aki polgára lehetett a göttingeni egyetemnek, a Georgia Augustának.)
1815. október 23-án érkezett meg Göttingenbe és másfél évet töltött az ottani csillagvizsgáló igazgatója, a nagy tekintélyű Gauss mellett. Szorgalma, szeretetre méltó egyénisége megnyerte Gauss rokonszenvét. Gauss 1816 áprilisában magával vitte öthetes bajorországi körútjára, ahol egyebek között meglátogatta Reichenbach müncheni optikai műszerkészítő üzemét, ahol az új Göttingeni Csillagvizsgáló főbb műszerei is készültek. Tittel 1817. március 4-éig látogatta a Göttingeni Egyetemet, majd Gauss ajánlólevelével Párizsba utazott, ahová 1817. április 5-én érkezett meg. Engedélyt kapott arra, hogy a Párizsi Királyi Obszervatóriumot bármikor meglátogathassa és ott megfigyeléseket végezzen. 1818 szeptemberében Párizsból egy hónapra Angliába utazott. Meglátogatta a Greenwich-i Királyi Csillagvizsgálót és találkozott a kor vezető angol csillagászaival, köztük az élő legendával, William Herschellel. Innen visszatérve 1817. október 22-én végleg elhagyta Párizst.
Tittel 1818 áprilisában nagy lelkesedéssel fogott hozzá az egri csillagda igazgatásához. Eközben azonban papként szeretett volna az egyházi hierarchiában is előbbre lépni: egri kanonok szeretett volna lenni. Erre vonatkozó kérését azonban minden alkalommal visszautasították. Így hat évi működés elhagyta Egert.
1824 szeptemberében Tittel Pált, az Egri Érseki Csillagvizsgáló vezetőjét királyi határozattal kinevezték a Gellérthegyi Csillagvizsgáló új igazgatójának (a korábbi igazgató Pasquich Jánost azonban elfelejtették felmenteni ezen tiszte alól, mindamellett egy békés esztendőt töltöttek el együtt az igazgatói székben) és az egyetem csillagász tanárának. Amikor Pasquich 1825-ben otthagyta a Gellért-hegyet, Tittel maga mellé vette az akkor még csak 14 éves montedegói Albert Ferencet, aki Tittel haláláig hű munkatársa maradt. Tittel társasági ember volt, így a Gellért-hegy a magyar szellemi élet kiválóságai rendszeres találkozóhelye lett.
1830-ban a matematikusok közt elsőként őt sorolták be az újonnan létesült Tudós Társaság (Magyar Tudományos Akadémia) tagjai közé. Az 1831-ben kitört kolerajárványban elkapta a kórt, amelybe augusztus 26-án belehalt.
Ő volt a Tudós Társaság első halottja. Vörösmarty Mihály 1831. augusztus 27-én írott, Tittel halálakor című versében így búcsúzott el tőle:
Téged, egek s csillagkoronák éjféli barátját,
A föld fellegein túl rideg ormi lakót,
Hogy közelebb jutnál, a csillagok ősura, téged
Tittel! ohajtásid tűzseregéhez emelt;
Ah de utánad gyász maradott. Most felmegy az útas,
S nem leli, melyet várt, lelke az égi gyönyört:
Puszta halommá lőn az imént meglelkesedett szirt,
S néma jegy a csillag, mely megyen orma fölött.

## Munkássága

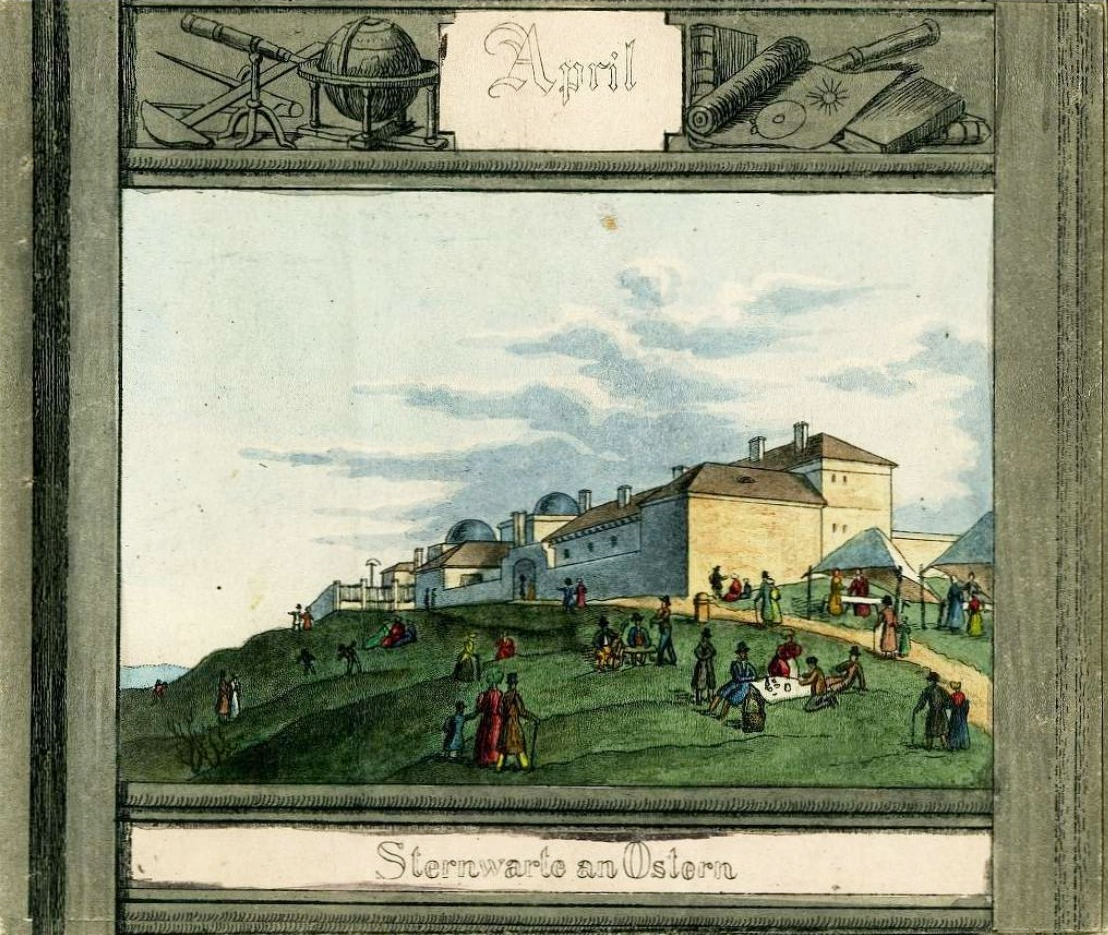
A Gellérthegyi Csillagvizsgáló

A bécsi Császári Csillagdában végzett észleléseinek eredményeit a Berlini Efemeriszek 1815-ös kötetében közölte.
Göttingenben Gauss az újonnan felfedezett kisbolygók pályaszámításaival foglalkozott, és ilyen feladatokkal bízta meg tanítványait, köztük Tittelt is, akinek ott-tartózkodása alatt két cikke jelent meg a Tübingeni Évkönyvek 2., illetve 3. kötetében. Az egyik kronológiai témájú volt, a másik a 2 Pallas kisbolygó pályájának számításairól szólt. Ezeken kívül Tittel egy kronológiai könyvecskét is kiadott Göttingenben.
Párizsban az ottani csillagvizsgáló műszereivel végzett észleléseket.
Egri tartózkodásának eredményeként egy magyar nyelvű csillagászati tanulmánya jelent meg a Tudományos Gyűjtemény 1820-as évfolyamában Astronomiai értekezés az 1820-dik esztendőbeli nevezetes napfogyatkozás alkalmatosságával. Cikkét a nagyközönségnek írta, magyar nyelven. Kifejezte benne vágyát, hogy ő legyen a magyar nyelvű csillagászati irodalom első mestere.
Fennmaradtak a 16 éves Albert Ferenc számára kidolgozott matematikai és csillagászati vizsgatételei, amelyek bizonyítják, mennyi időt és energiát fektetett Tittel abba, hogy tanítványából méltó partnert faragjon magának.
1825-től kezdődően mindennapi szorgos megfigyelő munka folyt, ennek bizonyságául a fennmaradt észlelési naplók szolgálnak. 1827-től tartott előadásokat a Pesti Egyetemen. 1828-tól rendszeresen részt vett a Tudós Társaság létrehozását előkészítő megbeszéléseken. Részben ő készítette el a matematikai fogalmak magyar nyelvű jegyzékét.
A Gellérthegyi Csillagvizsgáló az 1849-es szabadságharcban Buda ostroma idején a tűz martaléka lett. A forradalom leverése után a már amúgy is romossá vált épületet felrobbantották. Tittel műszereinek, könyveinek egy része, Albert Ferenc áldozatos értékmentő munkájának eredményeként, megőrződött az utókor számára.

## Emlékezete
Az Eszterházy Károly Főiskola könyvtára 2011 decemberében felvette a Tittel Pál Könyvtár és Médiacentrum nevet.
A Sárneczky Krisztián és Sipőcz Brigitta által 2003. augusztus 26-án felfedezett kisbolygó a tiszteletére megkapta a 114987 Tittel nevet. A 4-5 kilométer átmérőjű égitest 5,57 év alatt kerüli meg a Napot.